# 라온텍
라온텍(Raon Tech Co., Ltd.)은 대한민국의 기업이다. 본사는  경기도 성남시 수정구 창업로 43 B동6층 에 위치해 있으며 대표이사는 김보은이다. 마이크로디스플레이 및 SoC 반도체 설계 및 제조사업을 영위한다

## 참고 문헌
1. ↑  김보은 라온텍 “AR 글래스, 마이크로LED 적용 어려울 것”
2. ↑  김보은 라온텍 대표 ＂업계 최고 기술 보유…호실적 기대＂March 13, 2023
3. ↑  이기종, 라온텍 "AI 기대감 확대, 'AR 글래스=AI 글래스' 인식 확산", 디일렉, 2024.05.29